# Teodoro Palacios Cueto
Teodoro Palacios Cueto (Potes, Cantabria, 10 de septiembre de 1912 – Santander, 28 de agosto de 1980), fue un militar español partícipe en la guerra civil española como alférez provisional, permaneciendo luego en el Ejército con la graduación de teniente y sirviendo en la División Azul ya con el empleo de capitán. Al regresar a España, pese a sus futuros ascensos, sería en lo sucesivo conocido como "el capitán Palacios", debido a este período que marcó su vida. 

## Paso por los gulags soviéticos
Tras la batalla de Krasny Bor del 10 de febrero de 1943, en la que su unidad se enfrentó a tres divisiones soviéticas con unos 33 000 hombres, causando unas 9000 bajas, fue hecho prisionero y pasó once años en los gulags de Cherepovéts, Rewda, Orenque, Suzdal, Borovichí, Járkov, Potma, Moscú, Kolpino, Cherbacof y Voroshilovgrad donde en diversas ocasiones estuvo en celdas de castigo por negarse a declarar desnudo y otras situaciones. Así, en Orenque, fue represaliado por defender a unos republicanos españoles que estaban encerrados sin agua en un barracón. Fue tres veces juzgado y dos veces condenado a muerte, postergándose la sentencia finalmente.

## Llegada a España en 1954
Regresó a España en el barco Semiramis en 1954 junto al resto de divisionarios presos y que quedaban vivos. Pasados unos meses, se desposó con su novia de antes de la campaña de Rusia, ya que ésta, aunque se había casado pensando que Teodoro había muerto, había quedado viuda. Con ella tuvo tres hijos. Fue su padrino de boda el general Agustín Muñoz Grandes.
Al poco tiempo de llegar, contactó con él Torcuato Luca de Tena, con quien realizó un libro-reportaje basado en sus memorias de su paso por los gulags. Se tituló Embajador en el infierno y fue un éxito editorial: a los pocos meses de salir en 1955 llevaba cuatro ediciones y en total se hicieron en España una quincena hasta 1982, está última publicada por Editorial Planeta, siendo traducido al italiano y al francés y editado también en Sudamérica.
Al pisar España realizó una Declaración Jurada de 21 folios de letra apretada, a máquina, en la cual detallaba algunas realidades omitidas en el libro, por considerarse inapropiadas en 1955. En sus destinos militares posteriores fue ascendiendo de graduación.

## Concesión de la Gran Cruz Laureada de San Fernando
En 1966, siendo teniente coronel, se decidió otorgarle la Gran Cruz Laureada de San Fernando por su conducta en la batalla de Krasny Bor. Fue el único laureado de la División Azul en vida, y no a título póstumo. El 28 de junio de 1967 se publicaba en el Diario Oficial del Ministerio del Ejército la resolución al "Juicio Contradictorio". Se le impuso el 7 de julio de 1968 en el puerto de Santander por el entonces jefe del Estado, Francisco Franco, acompañado por el almirante Luis Carrero Blanco y por don Juan Carlos de Borbón, entonces príncipe de España. Alcanzó en vida la graduación de general de Brigada y pasó a ser, a título póstumo, general de División, como consta en su lápida de sepultura, pues en los caballeros laureados es automático, al fallecer, el ascenso a la graduación inmediata superior.
Tras su estancia en los gulags le quedaron a Palacios secuelas cardíacas y falleció finalmente de un infarto en el 28 de agosto de 1980. Entre las coronas recibidas, hubo una de la Casa Real según informó la prensa.